# Ника (футбольный клуб, Москва)
«Ника» — российский футбольный клуб из Москвы. Участник чемпионата Москвы среди ЛФК (дивизион «Б»). В 2001, 2005—2010 годах играл во Втором дивизионе.

## История клуба
Профессиональный футбольный клуб «Ника» был образован в 1999 году. ФК «Ника» создавался с целью подготовки высококвалифицированных футболистов из числа наиболее одаренных юных спортсменов Москвы, Московской области и других регионов Российской федерации. Абсолютное большинство футболистов — воспитанники групп подготовки и ДЮШФ «Ника». Пополнение команды в основном за счёт подготовленных в своем коллективе футболистов — принципиальная позиция руководства клуба. Российские любители футбола узнали о существовании этой команды в 2001 году, когда коллектив принял участие в соревнованиях Второго дивизиона. Старт получился неудачным — команда заняла последнее место и затем на протяжении трёх сезонов выступала в соревнованиях ЛФК. В 2005 году «Ника» вновь пробилась в профессионалы. Однако 18 октября 2010 после поражения в рамках розыгрыша второго дивизиона-2010 от ФК «Русичи» она досрочно заняла последнее место в зоне «Центр». С сезона 2011/12 ФК «Ника» играет в соревнованиях Третьего дивизиона. В 2017 году, в связи с прекращением финансирования Москомспортом, команда прекратила существование. Возрождена в 2020 году и заявлена в Четвёртый дивизион, зона «Москва».

## Цвета клуба
| Белые | Синие |

## Стадион
Первым стадионом клуба был стадион завода «Огонёк», вмещающий 200 человек, там команда проводила свои матчи с 1999 года по 2001 год. С 2002 года команда выступает на современном стадионе «Труд» (в Донском районе Южного административного округа), вмещающем до 3000 зрителей.

## Достижения
- 11-е место в центральной зоне Второго дивизиона: 2005.
- Выход в 1/128 финала Кубка России (2): 2005/06, 2009/10.
- 4 мая 2011 года, в матче первого тура с «ДЮСШ № 80» произошло знаменательное событие в истории клуба: был забит 600-й гол ПФК «Ника» в её истории игр в чемпионате России по футболу. Автором юбилейного гола стал Иван Комов.

## Рекорды клуба
Самая крупная победа:
- Десна-Г.О.Л. (Внуково): 13:1

Самое крупное поражение:
- Зеленоград (Москва): 0:12[3]

## Рекордсмены клуба
Наибольшее количество матчей за клуб (2 дивизион):
- Армен Мартиросян — 106
- Вячеслав Пролётов — 90

Наибольшее количество голов за клуб (2 дивизион):
- Карапет Микаелян — 24
- Саркис Авагян — 16

## Статистика выступлений
| Сезон   | Лига                          | Место | Кубок | Примечания                                                                                |
| ------- | ----------------------------- | ----- | ----- | ----------------------------------------------------------------------------------------- |
| 1999    | КФК России, Москва            | 13    | —     |                                                                                           |
| 2000    | КФК России, Москва            | 2     | —     | Выход во Второй дивизион                                                                  |
| 2001    | Второй дивизион, зона «Запад» | 20    | 1/256 | Исключение из ПФЛ                                                                         |
| 2002    | КФК России, Москва            | 9     | —     |                                                                                           |
| 2003    | КФК России, Москва            | 3     | —     |                                                                                           |
| 2004    | ЛФЛ России, Москва            | 4     | —     | Получил лицензию ПФЛ                                                                      |
| 2005    | Второй дивизион, зона «Центр» | 11    | 1/128 |                                                                                           |
| 2006    | Второй дивизион, зона «Центр» | 16    | 1/256 |                                                                                           |
| 2007    | Второй дивизион, зона «Центр» | 13    | 1/256 |                                                                                           |
| 2008    | Второй дивизион, зона «Центр» | 17    | 1/512 |                                                                                           |
| 2009    | Второй дивизион, зона «Центр» | 16    | 1/128 |                                                                                           |
| 2010    | Второй дивизион, зона «Центр» | 16    | 1/256 | Исключение из ПФЛ                                                                         |
| 2011/12 | Третий дивизион, Москва       | 12    | —     |                                                                                           |
| 2012/13 | Третий дивизион, Москва       | 8     | —     |                                                                                           |
| 2013    | Четвертый дивизион, Москва    | 3     | —     | Выход в Третий дивизион                                                                   |
| 2014    | Третий дивизион, Москва       | 20    | —     | Вылет в Четвертый дивизион                                                                |
| 2015    | Четвертый дивизион, Москва    | 8     | —     |                                                                                           |
| 2016    | Четвертый дивизион, Москва    | 4     | —     | Выход в Третий дивизион                                                                   |
| 2017    | Третий дивизион, Москва       | 17    | —     | В связи с прекращением финансирования, за 2 тура до конца чемпионата снялась с первенства |
| 2020    | Четвёртый дивизион, Москва    | 6     | —     |                                                                                           |

В 2001, 2005—2010 годах вторая (молодёжная) команда клуба принимала участие в Первенстве КФК/ЛФЛ, зона «Москва» (МРО Центр). Лучшее достижение — 7-е место в 2005 и 2006 годах.
Команда «Ника-3» — победительница чемпионата Москвы 2000 года. В том же году «Ника-2» заняла в чемпионате Москвы 3-е место.